# Dimitr Rànguelov (motociclista)
Dimitr Rànguelov (búlgar: Димитър Рангелов)  (9 de maig de 1957) és un antic pilot de motocròs búlgar de renom internacional. Durant una breu etapa de la dècada del 1980 fou un dels principals competidors al Campionat del Món de motocròs de 250cc, especialment la temporada de 1980, en què hi acabà tercer amb una Husqvarna per darrere de Georges Jobé i Kees Van Der Ven tot i haver disputat només vuit dels dotze Grans Premis programats.
Actualment, Rànguelov és el representant de la federació búlgara de motociclisme i el seu company de competició durant aquells anys, Bojan Stancev, és el preparador del prometedor pilot búlgar Petar Petrov. El 9 de maig del 2017, coincidint amb el seu seixantè aniversari, Dimitr Rànguelov presentà a la premsa la novel·la biogràfica «Моторист» ("Motociclista"), obra de l'escriptor Iavor Veselinov, on explica la seva vida i els seus èxits esportius. L'esdeveniment tingué lloc al Park Hotel Moscow de Sofia.

## Rànguelov i el motocròs a Bulgària
Dimitr Rànguelov va començar a triomfar de ben jove. El 1977, a vint anys, va guanyar amb una KTM la "Copa de l'Amistat dels Països de la Democràcia Popular", disputada a Polònia. Al llarg de la seva carrera, guanyà un total de quinze campionats de Bulgària de motocròs. El 1983, cap al final de la seva etapa internacional, encara va aconseguir amb la Suzuki una victòria en Gran Premi, concretament al de Bulgària, disputat el 29 de maig a Samokov.
A la seva època, el fet que un jove búlgar arribés al capdamunt del mundial amb una moto occidental malgrat les rígides restriccions al seu país, en plena Guerra Freda, fou un fet remarcable. Al començament de la dècada del 1980, les ČZ txecoslovaques ja no estaven al nivell de la concurrència (el seu cant del cigne havia estat a finals de la dècada anterior, quan els txecs Jaroslav Falta, Miroslav Halm o Antonín Baborovský havien destacat als Grans Premis). En aquells moments, Jaroslav Falta o l'ex-campió del món Guennady Moiseev lluitaven debades amb les seves antiquades CZ contra les superiors marques japoneses i europees occidentals. No hi havia, però, cap altra opció: sense canvi de divises, amb embargaments tecnològics i, sobretot, amb el pensament polític imperant al bloc comunista, el fet és que als països del Teló d'acer restava prohibit de pilotar Husqvarna, Kawasaki o SWM, per citar algunes de les marques més competitives aleshores. Però els búlgars ho van fer, de forma enginyosa, tot re-anomenant simplement les seves motos: SWM es va convertir en la marca "Balkan". Els soviètics, llavors, van fer el mateix i anomenaren les seves Husqvarna "Voschod" ("Pujar" en rus). No va ser fins a finals dels vuitanta, quan el frau de les marques "fantasma" es va fer evident (malgrat la manca d'informació crònica que l'havia permès), que la normativa als països de l'est va començar a afluixar i s'hi van permetre les motos occidentals, tot i que englobades dins categories de competició específiques, anomenades "tecnologia especial".
Els primers països del bloc oriental a flexibilitzar l'estricta normativa aïllacionista varen ser justament Bulgària i també Hongria. A Sevlíevo ja s'hi celebrà una cursa anomenada "Copa Internacional" als anys 80, i el 1981 hi hagué una mena de "Copa del Món" a Teutschenthal, Saxònia-Anhalt (antiga RDA), on Dimitr Rànguelov va competir amb la seva Husqvarna 250.

## Resultats al Campionat del Món
Font:
| Any  | Motocicleta | 250cc |
| ---- | ----------- | ----- |
| 1978 | Husqvarna   | 36è   |
| 1979 | Husqvarna   | 34è   |
| 1980 | Husqvarna   | 3r    |
| 1981 | Husqvarna   | 9è    |
| 1982 | ?           | -     |
| 1983 | Suzuki      | 12è   |
| 1984 | ?           | -     |
| 1985 | ?           | -     |
| 1986 | Kawasaki    | 30è   |